# Philip Oeser
Philip Oeser (eigentlich Helmut Müller; * 1. Juni 1929 in Nordhausen; † 3. Januar 2013 in Weimar-Taubach) war ein deutscher Maler, Grafiker und Restaurator.

## Leben und Werk
Oesers Vater war Buchhändler in Nordhausen. Nach dem Besuch der Grundschule machte Oeser eine kaufmännische Lehre und arbeitete bis 1945 als Handelsgehilfe. 1945 erlebte er die Zerstörung Nordhausens durch britische Bomben. Die Familie verlor ihre Wohnung und kam vorübergehend in einem Stollen des vormaligen KZ „Mittelbau Dora“ unter. Oeser wurde bei der Beräumung von Trümmern und für Demontagearbeiten im Außenbereich von „Mittelbau Dora“ eingesetzt. 
1946 schrieb er in sein Tagebuch „Ich will Maler werden“. Ab 1947 war Oeser in Nordhausen Mitglied im Kunstzirkel von Martin Domke und besuchte er die private Kunstschule von Renate Niethammer. Nach der Teilnahme an einem Laienkunstwettbewerb des Kulturbunds zur demokratischen Erneuerung Deutschlands wurde ihm die „Hochschulreife“ bestätigt. 1949 ging er mit Domke an die Weimarer Hochschule für Baukunst und bildende Künste und studierte dort bis 1951 bei Domke und Otto Herbig. An der Schule lernt er Marlies Pape kennen, die er 1954 heiratete. Nach der Schließung der Hochschule führt er sein Studium ab 1951 an der Hochschule für bildende Künste in Berlin-Charlottenburg bei Hans Uhlmann und Max Kaus fort. 1956 war er Meisterschüler bei Kaus. Ab 1957 arbeitet Oeser freischaffend in Westberlin und war er Mitglied im Berufsverband Bildender Künstler Berlins. Als Gast nahm er an Ausstellungen der Künstlervereinigung „Berliner Neue Gruppe“ teil. Nach dem Tod seiner Frau im Kindbett ging er 1959 zurück nach Nordhausen. Dort arbeitete er bis 1961 in einem unbeheizbaren Dachbodenraum im Haus seiner Schwiegereltern. 
1961 wurde Oeser Gemälderestaurator und 1964 Hauptrestaurator am Angermuseum Erfurt. 1964 heiratete er in zweiter Ehe die Kunsthistorikerin Renate Krumbach. 1964 bis 1977 war er Chefrestaurator an den Staatlichen Kunstsammlungen Weimar. Von 1967 bis 1990 gehörte er der neu gegründeten Sektion Restaurierung im Verband Bildender Künstler der DDR an. 1972 erhielt er für Restaurierungsarbeiten an Cranach-Gemälden den Kunstpreis der Stadt Weimar. 1963 wirkte Oeser bei der Gründung der Erfurter Ateliergemeinschaft mit, bei der er 1964 seine erste Einzelausstellung mit Materialdrucken, Monotypien und Collagen hatte. 1965 nahm er sein Pseudonym an. 1971 richtete er in Weimar im Haus Am Horn 34 sein eigenes Atelier ein. Etwa ab 1972 entstanden erste Objekte und Assemblagen. Ab 1977 arbeitete er freiberuflich als Maler und Grafiker, ab 1989 auch als Restaurator. 1990 war Oeser Mitbegründer der Künstlergruppe „D 206 – Die Thüringer Sezession“. 1998 begann er mit der Planung eines eigenen Wohnhauses mit einem geräumigen Atelier in Weimar-Taubach, das er 2000 mit seiner zweiten Frau bezog. Seit Ende der 1990er Jahre war er phasenweise immer wieder so krank, dass er nicht arbeiten und keine Atelierbesuche empfangen konnte. Dennoch arbeitete er bis zu seinem Ableben weiter an hochsensibler Druckgrafik.

## Rezeption
Die Themen und Inhalte Oesers „lassen sich durch Stichworte wie Eros und Tod, Vergeblichkeit und Vergänglichkeit, Flüchtigkeit und Verlust umreißen. Ein Grundthema ist vielleicht das Leiden an der Zeit, für das die Alten das Wort Melancholie fanden.“
Das Werk Oesers „ist reich in seiner eigenen Bildsprache, die ihre Ausdrucksformen in unterschiedlichen, für sich entwickelten, Drucktechniken findet – wie Materialdruck, Monotypie, Frottage, Collage, Copygrafie … Mit den technischen Möglichkeiten der Copygrafie, die er experimentell handhabte und durch spezielle Umbauten an der Apparatur seiner Arbeitsweise anpasste, entwickelte Philip Oeser seit den 90er Jahren des letzten Jahrhunderts eine höchst komplexe Bildmetaphorik, in der er Privates und Gesellschaftliches, Natürliches und Kulturelles, Alltag und Kunst, Zufälliges und bewusst Gesetztes im Zustand des Fragmentarischen überlagert und aufeinander bezieht. Er lässt die Dingwelt im Licht der Gedanken aufscheinen und der geistigen Reflexion erschließen. Die in den letzten Jahren entstandenen Arbeiten im Bereich der konkreten Kunst sind durch ganz außerordentliche Prägedrucke - auch kombiniert mit Collage – bemerkenswert.“

## Werke (Auswahl)
- Traumfigurine (Radierung, 1969)
- Die Tochter des Silhouettenschneiders (Farbradierung, 1971)
- Ikarus im Schußfeld (Grafik, 1982)[3]
- Landschaft nach dem Ikarussturz, Blatt 1 (Materialmonotypie, 29,5 × 42 cm, 1982)[4]
- Startversuch (Radierung, 1984)
- Lilienthal kommt spät zurück (Druckgrafik-Multipe, Radierung, 1987)
- Kärglicher Bestand (Copygrafie, 1994; im Bestand des Stadtmuseums Weimar)[5]

## Ausstellungen (unvollständig)

### Einzelausstellungen
- 1978 Gotha, Schlossmuseum (Malerei, Grafik, Zeichnungen, Objekte)
- 1988 Weimar, Galerie im Cranachhaus (mit Ullrich Holland)
- 1989 Weimar, Kunsthalle am Theaterplatz
- 1994 Weimar, Kunstkabinett am Goetheplatz (Collagen und Copygrafien)
- 1994 Korbach, Kreishaus Korbach (Collagen und Copygrafien)
- 2003 Limlingerode, Dichterstätte Sarah Kirsch („Lucas Cranach d. Ä. zum 450. Todestag“. Grafiken)
- 2005 Sondershausen, Schlossmuseum
- 2009 Weimar, Galerie Profil („Neue Arbeiten“)
- 2014 Nordhausen, Flohburg
- 2017 Nordhausen, Kunsthaus Meyenburg („Von Nordhausen nach Weimar. Malerei. Zeichnung. Grafik“)

### Teilnahme an zentralen und wichtigen regionalen Ausstellungen in der DDR
- 1978: Leipzig, Galerie am Sachsenplatz („Collagen, Montagen, Frottagen von Künstlern der DDR“)
- 1979: Erfurt („spektrum“)
- 1979 und 1984: Erfurt, Bezirkskunstausstellungen
- 1979: Schwerin, Staatliche Museen („Farbgrafik in der DDR“)
- 1982/1983 und 1987/1988: Dresden, IX. und X. Kunstausstellung der DDR
- 1986: Gotha, Schlossmuseum („Das Urteil des Paris in der bildenden Kunst der DDR“)
- 1986/1987: Suhl („Das sicher sei, was uns lieb ist“. Ausstellung zum 40. Jahrestag der Gründung der Grenztruppen der DDR)